# José María od Manile
Blaženi José María od Manile ili José María Manilski (Manila, 5. rujna 1880. – Madrid, 17. kolovoza 1936.), španjolsko-filipinski rimokatolički svećenik, kapucin i blaženik, jedan od Mučenika španjolskog građanskog rata poznatijih kao 522 španjolskih mučenika.

## Životopis
Rođen je 1880. u Manili kao Eugenio del Saz-Orozco Mortera. Otac Eugenio del Saz-Orozco de la Oz bio je posljednji španjolski gradonačelnik Manile, majka Felisa Mortera y Camacho domaćica. Djetinjstvo i mladost proveo je obrazujući se na Sveučilištu u Manili, Kolegiju sv. Ivana i Papinskom i kraljevskom sveučilištu sv. Tome Akvinskog.
Sa 16 godina odlazi na daljnje obrazovanje u Španjolsku izbjegavši pad španjolskog protektorata na Filipinima, Filipinsku revoluciju i Španjolsko-američki rat.
Kapucinskom se redu pridružio polaganjem vječnih zavjeta 4. listopada 1905. Za svećenika je zaređen 30. studenog 1910.
Porastom protukatoličanstva dolazi do izbijanja Crvenog terora i masovnih pogubljenja katolika. Ubili su ga španjolski republikanci 1. kolovoza 1936. u vrtu vojne zgrade Cuartel de la Montaña u Madridu.
Blaženim je proglašen na tzv. Tarragonskoj beatikaciji 13. listopada 2013. u ime pape Franje.

## Vanjske poveznice
- newsaints.faitweb.com "Mučenici vjerskih progona tijekom Španjolskog građanskog rata (1934., 1936. – 39.)" - popis mučenika, 60 str.